# Franz Neuhausen
Franz Neuhausen (Merzig, Imperio alemán, 13 de diciembre de 1887-Múnich, República Federal de Alemania, 14 de abril de 1966) fue un rico industrial alemán, designado plenipotenciario para los asuntos económicos en el Territorio del Comandante Militar en Serbia durante la mayor parte de la ocupación alemana de esa región del Reino de Yugoslavia durante la Segunda Guerra Mundial. Trabajó como representante de Alemania y el Partido Nazi en Belgrado a lo largo de los años treinta, durante los que amasó una gran fortuna. Amigo íntimo del Reichsmarschall Hermann Göring, se convirtió en su representante para la aplicación del Plan Cuatrienal en el territorio, y fue su dictador económico virtual desde abril de 1941 hasta agosto de 1944. El 18 de octubre de 1943 sucedió a Harald Turner al mandó de la Administración Militar en Serbia, y siguió ejerciendo ambos cargos hasta finales de agosto de 1944.
Se le consideraba «sórdido y sin escrúpulos», además de «notoriamente corrupto». A raíz de las quejas de varios oficiales nazis del sureste de Europa, fue arrestado y enviado a un centro de concentración, pero sobrevivió y cayó después en manos de las autoridades estadounidenses. Estas se lo entregaron, ya finalizada la contienda, a los yugoslavos, que lo sentenciaron a veinte años de prisión. Salió libre en 1953 y falleció en Múnich, en la Alemania occidental, en 1966.

## Primeros años y periodo de entreguerras
Neuhausen nació el 13 de diciembre de 1887 en el pueblo de Merzig, en la provincia del Rin, dentro del Imperio alemán. No se sabe nada de su familia o de su vida anterior a la Primera Guerra Mundial, en la que participó como piloto de la Fuerza Aérea Alemana. Durante el periodo de entreguerras alcanzó el puesto de Gruppenführer —jefe de grupo— dentro del Nationalsozialistisches Fliegerkorps, una organización paramilitar del Partido Nazi, similar a la Sturmabteilung. Quedó estacionado en Belgrado de 1931 en adelante, primero como jefe de la Oficina de Transporte Alemana, después como el representante oficial o adjunto —Landesgruppenleiter— del Partido Nazi en el Reino de Yugoslavia y finalmente como cónsul general alemán, con el rango de cónsul mayor general de la Luftwaffe. Es probable que desempeñara tareas de inteligencia en materia política y económica en Yugoslavia a lo largo de los años treinta. Tenía redes efectivas tanto en círculos gubernamentales como políticos y se mantenía informado acerca de las condiciones políticas y económicas, lo que le llevó a amasar una fortuna en la industria. Con la ayuda de su amigo cercano Hermann Göring, se hizo con acciones de una serie de industrias mineras y metalúrgicas gracias a unas transacciones dudosas. La Gestapo lo arrestó con motivo de estas en varias ocasiones, pero Göring intercedió a su favor para asegurarse de que se le retirasen los cargos más serios. A cambio, Neuhausen le conseguía divisas extranjeras y le entregaba catorce kilogramos de oro o plata por cada uno de sus cumpleaños. Göring usó este dinero para hacerse con una gran colección de piezas de arte y joyería en su residencia campestre de Carinhall. Como cónsul general, Neuhausen negoció en 1940 la compra de las grandes minas de Bor a la derrotada Francia y se hizo con la presidencia de la nueva compañía alemana que se encargaba de su gestión, Bor Kupferbergwerke und Hütten A.G.

## Papel en el territorio ocupado
Ascendido al puesto de NSFK-Obergruppenführer, Göring lo designó en un principio plenipotenciario general para los asuntos económicos (Generalbevollmächtigte für die Wirtschaft) en el Territorio del Comandante Militar en Serbia, pero pronto quedó encargado de la aplicación allí del Plan Cuatrienal. El 9 de diciembre de 1942, fue designado también plenipotenciario para la producción de minerales metalíferos en el sureste de Europa, limitado en un principio al territorio ocupado y las zonas de Yugoslavia que se había anexado Bulgaria, y se encargó también de la supervisión del trabajo. Poco después del comienzo de la administración militar, designó a varios comisionados mediante los que controlaba el Banco Nacional de Serbia y otras compañías económicas y financieras clave. En marzo de 1943, sus responsabilidades relativas a la producción de minerales metalíferos se ampliaron a la Grecia ocupada y, tras la rendición italiana, a las partes ocupadas de Grecia y Albania. En octubre de ese mismo año, los alemanes simplificaron su administración militar y, el 18 de octubre, sus tareas se combinaron con la de Jefe de la Administración Militar (Militärverwaltungschef). Siguió al mando de la compañera minera del Bor, que en julio de 1943 trajo a 6200 trabajadores forzados judíos desde Hungría y los territorios que había ocupado para aliviar la falta de mano de obra para trabajar en la mina. En las minas, los trabajadores estaban bajo la supervisión de las SS y trabajaban en aguas que les llegaban hasta las rodillas por turnos de doce horas. Neuhausen era también director de la corporación bancaria alemana Bankverein für Serbien, así como de muchas otras compañías. Económicamente, el territorio ocupado era muy importante para los alemanes como fuente de metales, minerales, carbón y alimento. Neuhausen fue una figura poderosa que se hizo con el control total de la economía y las finanzas estatales del territorio ocupado, y que las explotó con éxito para contribuir de manera importante al esfuerzo bélico alemán.

## Rivalidad y arresto
La presencia en Belgrado de representantes directos de los principales oficiales nazis, como Himmler y Göring, suponía que se dieran habitualmente choques de intereses. Como plenipotenciario para los asuntos económicos y «favorito» de Göring,, Neuhausen ejerció de dictador económico virtual en nombre del Reichsmarshall en el territorio ocupado y, para ello, empleó la mayor cantidad de recursos locales posibles para alimentar la máquina de guerra alemana. Se le tachó de «notoriamente corrupto», así como de «sórdido y sin escrúpulos», y tuvo varios desencuentros con otros oficiales en lo relativo al alcance de su jurisdicción. Se opuso, particularmente, a los intentos del enviado de Asuntos Exteriores, Hermann Neubacher, de conceder más poder al gobierno títere de Belgrado, liderado por Milan Nedić. Neubacher creía que Neuhausen era corrupto y que había amasado una gran fortuna durante su estancia en Belgrado. Tras una serie de quejas contra él formuladas por uno de los más altos cargos en el sudeste de Europa, el Generalfeldmarschall —mariscal de campo— Maximilian von Weichs, y el propio Neubacher, estos llegaron a un acuerdo con el ministro de Exteriores nazi, Joachim von Ribbentrop, y Himmler; Neuhausen fue arrestado por corrupción en agosto de 1944.
Theo Keyser lo sustituyó como plenipotenciario, mientras que Justus Danckwerts lo sucedió al mando de la Administración Militar en Serbia. Neuhausen pasó cinco meses en un campo de concentración y, pese a que Göring preparó su liberación y se le concedió un importante reconocimiento, pasó el resto de la guerra en prisión.

## Tras la guerra
Después de capturarlo, las fuerzas estadounidenses se lo entregaron a las autoridades yugoslavas una vez finalizada la guerra. Aunque lo condenaron a veinte años de prisión tras un juicio celebrado en octubre de 1947, pronto le concedieron la libertad condicional, y en marzo de 1953 fue puesto en libertad. Falleció el 14 de abril de 1966 en Múnich, Alemania occidental.

### Citas
1. 1 2  Völkl y Lengyel, 1991, p. 52.
2. 1 2  Kroener, Müller y Umbreit, 2000, p. 96.
3. 1 2  Tomasevich, 2001, p. 76.
4. 1 2 3  Kurapovna, 2010, p. 258.
5. ↑  Alford, 2012, pp. 17-18.
6. ↑  Tomasevich, 2001, p. 617.
7. ↑  Gall, 2006, p. 112.
8. ↑  Hehn, 1971, p. 350.
9. ↑  Pavlowitch, 2002, p. 141.
10. ↑  Kroener, Müller y Umbreit, 2003, p. 216.
11. ↑  Kroener, Müller y Umbreit, 2003, p. 39.
12. 1 2  Mojzes, 2011, p. 91.
13. 1 2  Tomasevich, 2001, pp. 76-77.
14. ↑  Tomasevich, 1975, p. 320.
15. ↑  Tomasevich, 2001, p. 619.
16. 1 2  Hehn, 2005, p. 109.
17. 1 2  Pavlowitch, 2008, p. 230.
18. ↑  Höttl, 1997, p. 183.
19. ↑  «Neuhausen behielt seinen Kopf», Der Spiegel (en alemán), 47/1949, 17 de noviembre de 1949.